# オーロラブラック

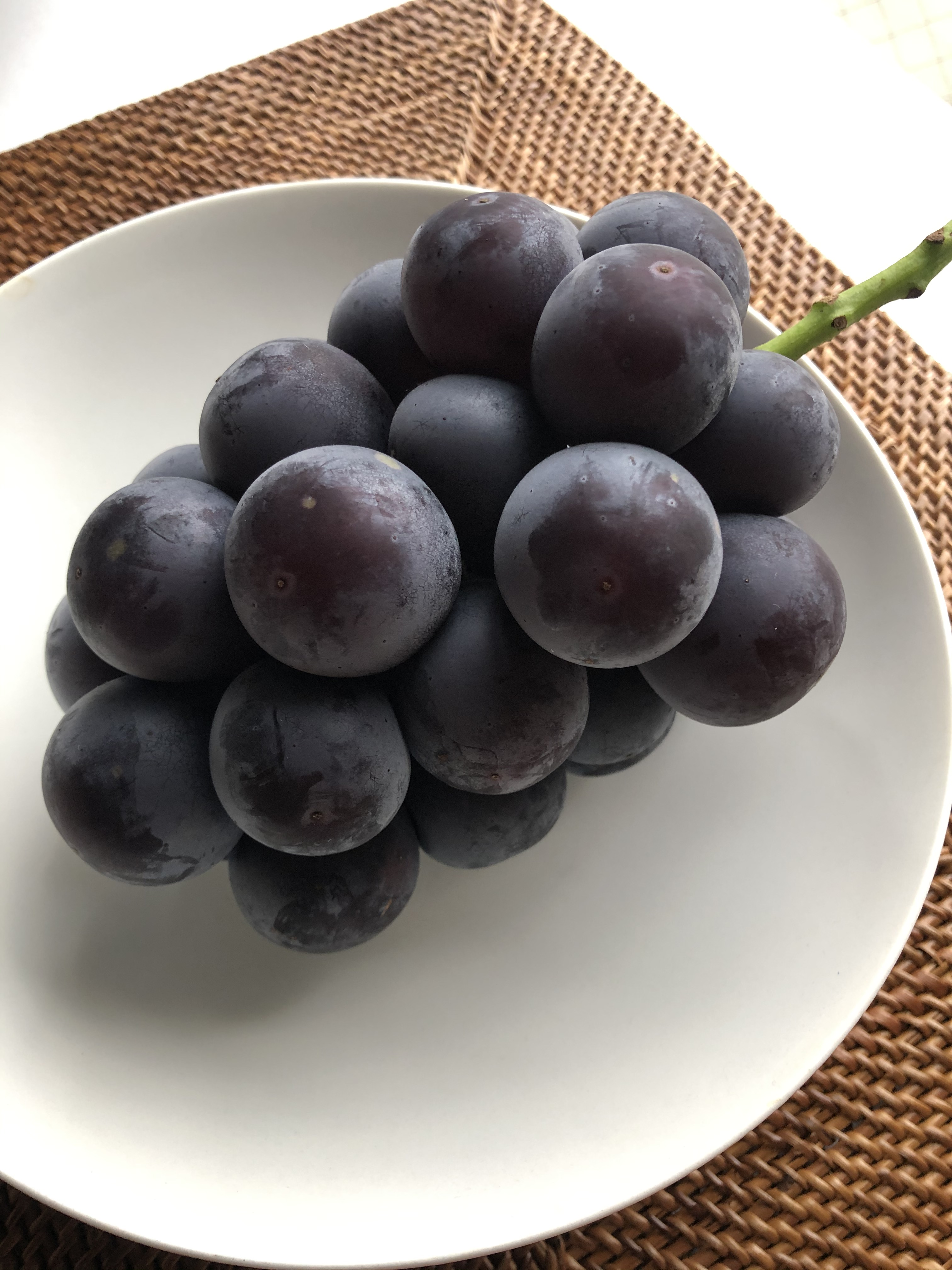
オーロラブラック

オーロラブラック（Aurora Black）は、岡山県で生成され2003年に品種登録されたブドウである。

## 概要
産地間の競争が激化する中、ピオーネや藤稔といった大粒の種無しぶどうが市場を広げていたことを背景に、結実良好で栽培しやすい岡山県独自のブランド品種を求め、岡山県立農業試験場（現：岡山県農林水産総合センター農業研究所）が大粒の「オーロラレッド」の自然交雑実生から播種し育成した。　2017年頃までは岡山県のみで育成されていたが、現在は他県にも苗木の供給を行っている。
全国各地で栽培される藤稔の収穫時期が７月頃から始まるのに対し、岡山県で主に栽培されているピオーネは9月から10月が露地栽培種の収穫時期であることから、オーロラブラックは、ピオーネよりも早い時期に収穫できるよう栽培技術の確立が求められてきた。

## 特徴
大粒で甘く、種無しである。オーロラブラックと名がついているように粒は紫黒色で、薄皮で噛み切りやすく渋みが少ないためそのまま食べることもできる。
市場評価では、香りについての評価が分かれるが、果実着色及び甘み・肉質・外観に優れた評価がある。また、大粒のブドウは収穫から時間が経つと枝から実が離れてしまう脱粒を起こしやすい欠点があるが、オーロラブラックはこの脱粒が起きにくいことが大きな特徴である。収穫から長距離の輸送にも適しているだけでなく、購入者の手に渡るまでも日持ちが良いことから、国内需要だけでなく海外への輸出も期待されている。